# Quercus tridentata
Quercus tridentata är en bokväxtart som beskrevs av Georg George Engelmann och A.Dc. Quercus tridentata ingår i släktet ekar, och familjen bokväxter. Inga underarter finns listade i Catalogue of Life.